# Strada nazionale 13 (Svizzera)
La strada nazionale 13 (N13; in tedesco Nationalstrasse 13; in francese route nationale 13) è una delle strade nazionali della Svizzera.
Collega St. Margrethen a Locarno e corrisponde in gran parte al tracciato dell'autostrada A13.

## Percorso
| Strada nazionale 13 |        |                                                  |
| Tipologia           | Strada | Tratto                                           |
|                     | A13    | St. Margrethen (N3) - Bellinzona nord (N2)       |
|                     | A2     | Bellinzona nord (N2) - Bellinzona sud (N2)       |
| -                   | H406   | Bellinzona sud (N2) - innesto A13 presso Gordola |
|                     | A13    | innesto A13 presso Gordola - Locarno             |